# PhpMyBibli
PhpMyBibli (PMB) es un Sistema Integrado de Gestión Bibliotecaria (SIGB) de código abierto. El proyecto fue iniciado en octubre de 2002 por François Lemarchand, entonces director de la Biblioteca Pública de Agneaux, Francia. Actualmente su desarrollo y mantenimiento están a cargo de PMB Services, una empresa francesa especializada en soluciones de software libre para bibliotecas. Desde su lanzamiento, PMB ha sido adoptado por numerosas instituciones en todo el mundo para facilitar procesos bibliotecarios.

## Características
PMB tiene la mayoría de los módulos funcionales esenciales para un sistema de administración de la biblioteca.
- Circulación
- Catálogo
- Informes
- SDI (Diseminación selectiva de Servicio de Información)
- Administración
- Adquisición

Las características de PMB son:
- Interfaces de usuario interfaces web amigables para bibliotecario y usuarios
- UNIMARC
- Z39.50
- Generador de código de barras
- Documentación detallada para usuarios y administradores
- Estado de desarrollo activo
- La interfaz para respaldo de la base de datos y los registros bibliográficos
- Soporte Multi-idiomas (francés, inglés, español, italiano y portugués)
- Importación y exportación de registros bibliográficos en formatos diferentes.
- Sigue la iniciativa de Archivos Abiertos (OAI-PMH)[1]

## Historia
El desarrollo de PMB fue empezado en octubre de 2002 por un bibliotecario, François Lemarchand. El preparó las bases de catálogo y el esqueleto de la aplicación. Más tarde encima Eric Robert, Gautier Michelin, Florent Tetart, Armelle Nedelec se unieron al grupo de desarrolladores. En 2003, el iniciador de proyecto François Lemarchand dejó el equipo. 
La versión 3.0 fue lanzada en septiembre de 2006, y desde entonces son liberadas frecuentemente actualizaciones y se añaden nuevas características a la versión existente.

## Desarrollo
PMB fue inicialmente licenciado bajo Licencia Pública General GNU, el cual asegura la disponibilidad libre del software. Las facilidades de Wiki, listas de correo y hosting de BerliOS permiten la comunicación entre desarrolladores y usuarios. PMB es ahora licenciado bajo la licencia libre CECILL, que asegura seguridad legal en Francia y otros países con sistemas legales similares.

## Requisitos
PMB está escrito utilizando el lenguaje de programación PHP.  Requiere:
- PHP
- Servidor de web apache
- Base de datos MySQL
- Navegador de web

Una instalación rápida de PMB es posible utilizando 
- EasyPHP O xAMPP o WAMP en Windows
- MAMP o xAMPP en Mac OS X
- xAMPP en Linux